# Migratiestroom in de Nederlanden
De migratiestroom in de Nederlanden is een vluchtelingenstroom in de 16e eeuw die vanuit de Zuidelijke Nederlanden naar voornamelijk de Republiek der Zeven Verenigde Nederlanden, maar ook naar Duitsland, Frankrijk en Engeland verliep. De verhuizing wordt geassocieerd met een verschuiving van het economische en culturele zwaartepunt, omdat de meeste migranten kapitaalkrachtigen en/of intellectuelen waren: ondernemers, handelaars, bankiers, schrijvers, kunstenaars, geleerden, predikanten, schoolmeesters, drukkers etc.

## Voorgeschiedenis
In de jaren 1520 kwam in de Zuidelijke Nederlanden een nieuwe christelijk religieuze stroming tot bloei, het anabaptisme (doopsgezinden). Vooral in het Westkwartier van het graafschap Vlaanderen kreeg deze overtuiging steeds meer voet aan de grond, onder meer omdat er een proletariaat was ontstaan (hoofdzakelijk in de steden Hondschote, Armentiers, Valencijn en Ieper). Vanwege de onzekere politieke (Oorlog van de Liga van Cognac, 1526-1530) en religieuze tijdingen van die dagen was de aanvoer van wol vanuit Engeland immers opgedroogd, waardoor de lakenindustrie in het slop was geraakt. Ook de afwezigheid van de gildenstructuur zoals die bestond in steden als Brugge en Gent leidde tot onvrede bij het proletariaat. De sociale ideeën van de anabaptisten zoals de herverdeling van goederen spraken velen aan. Omdat de onderdrukking van wederdopers toenam, vluchtten ze vanaf 1530 naar Antwerpen, Engeland en Friesland. De repressie nam nog toe, nadat wederdopers in 1534 in Münster de bisschop hadden verdreven. Rond 1540 weken ook protestanten uit (naar Duitsland en Engeland) om te ontkomen aan geloofsvervolging.
Ook begon de repressie zich nu te richten op de calvinisten, die vooral opdoken in de textielsector rond Doornik, Valencijn en Bergen. De overheid in de Nederlanden vaardigde daarop steeds strengere edicten uit en in 1546 werd de keizerlijke inquisitie uitgebreid en gereorganiseerd. Veel genootschappen van wederdopers werden hiermee uitgeschakeld. De algemene onvrede over het bewind van koning Filips II van Spanje (zie "Aanloop van de Tachtigjarige Oorlog") uitte zich in de Beeldenstorm die de calvinisten begonnen in Steenvoorde en zich al snel verspreidde over de rest van de Nederlanden.

## Eerste migratiegolf
Hierop stuurde Filips II Alva naar de Nederlanden om de orde te herstellen. Deze liet een sterke troepenmacht van 10.000 man overkomen waarbij de officieren Spanjaarden en Italianen waren en de manschappen huursoldaten uit onder andere Kroatië, Oostenrijk en Zwitserland. Alva voerde een schrikbewind in waarbij ieder die zich niet schikte naar de pijlers van de Spaanse macht (het katholieke geloof, het centrale gezag en het recht van de vorst zelfstandig belastingen op te leggen, zoals de Tiende Penning) door de Bloedraad ter dood kon worden veroordeeld. Ook Willem van Oranje nam, voor hij gevangengenomen zou worden, de vlucht, en werd bij verstek veroordeeld, terwijl de machtige edelen Egmont en Graaf Horne die gebleven waren, hun leven op het schavot lieten. Als gevolg van deze gevaarlijke omstandigheden kwam er een eerste grote migratiestroom op gang. Tussen 1567 en 1573 vluchtten zo'n 50.000 mensen, hoofdzakelijk afkomstig uit de Zuidelijke Nederlanden. Vlamingen trokken grotendeels naar Engeland (Londen, Norwich), Brabanders en Walen vestigden zich in Duitse landen, met name Kleverland en Hessen (Frankfurt en omgeving). Friezen en Groningers gingen naar Oost-Friesland (Emden). Mennonieten zochten een plaats rondom Danzig in West-Pruisen.

## Tweede migratiegolf
Toen de Nederlanden zich met de Pacificatie van Gent verenigden met als doel om een soevereine staat te vormen, stuurde Filips II opnieuw troepen om de Nederlanden te heroveren. Tijdens Parma's negen jaren reduceerden de Spanjaarden het grondgebied van de jonge staat tot graafschap Zeeland, sticht Utrecht, graafschap Holland en heerlijkheid Friesland. De talloze onlusten, plunderingen en slachtpartijen (zowel door Spanjaarden als door rebellen) tijdens de Spaanse herovering zorgden voor een nog grotere vluchtelingenstroom vanuit de Zuidelijke Nederlanden. Het resultaat was een verbijsterende terugloop van de bevolking. Van de ongeveer 18.000 mensen die in 1566 in Hondschote woonden, "het meest ketterse nest van Vlaanderen", bleven er twintig jaar later nog maar 385 over. De Leuvense bevolking daalde in die periode van 17.000 tot 9.700. Antwerpen, een handelscentrum van wereldformaat, met 90.000 inwoners in 1566, hield er in 1589 nog 42.000 over. Op het platteland was de toestand nog hachelijker. In enkele, vooral West-Vlaamse, streken daalde de populatie met 80 procent.

## Derde migratiegolf
Antwerpen, het belangrijkste calvinistische bolwerk in de Zuidelijke Nederlanden, had tot de Val van Antwerpen in 1585 zo'n 100.000 inwoners. Dat aantal zakte erna tot 42.000. Ook Brugge verloor ongeveer de helft van zijn inwoners, Mechelen ging van 30.000 zielen in het jaar 1550 terug naar 11.000 in 1590. Gent verloor 20.000 inwoners in 3 jaar tijd (1584-1587) ongeveer een derde van de huizen stond te huur of te koop. Bestemming waren nu voornamelijk de vrije provincies in het noorden, waarheen ook veel vluchtelingen uit Engeland en Duitse landen trokken. Het aandeel van de immigranten bij de opbouw van de Republiek was enorm. In het begin van de 17e eeuw woonden er niet minder dan 150.000 Zuid-Nederlanders in de inmiddels tot republiek uitgeroepen noordelijke Nederlanden, zo'n 10 procent van de bevolking. Vooral in de steden waren ze prominent aanwezig. In 1622 was 67 procent van de Leidenaars van Zuid-Nederlandse afkomst. In Middelburg was dat 50%, in Rotterdam 40% en in Amsterdam 33 procent.
De integratie van de nieuwelingen verliep niet altijd even vlot. De Noord-Nederlandse - "hersenloze Hollandse boerenkinkels" volgens de Brabanders - ergerden zich mateloos aan de arrogantie en de flamboyante levensstijl van de zuiderlingen. Sommigen hielden aan die cultuurschok zelfs een pijnlijk minderwaardigheidsgevoel over. Zoals P.C. Hooft, die zich in 1611 vertwijfeld afvroeg of "het soms een gebrek of een vervloeking was als Hollander geboren te zijn". Na 1630 gingen de immigranten geleidelijk op in de inheemse bevolking.

## Bestemmingen

### Republiek der Zeven Verenigde Nederlanden

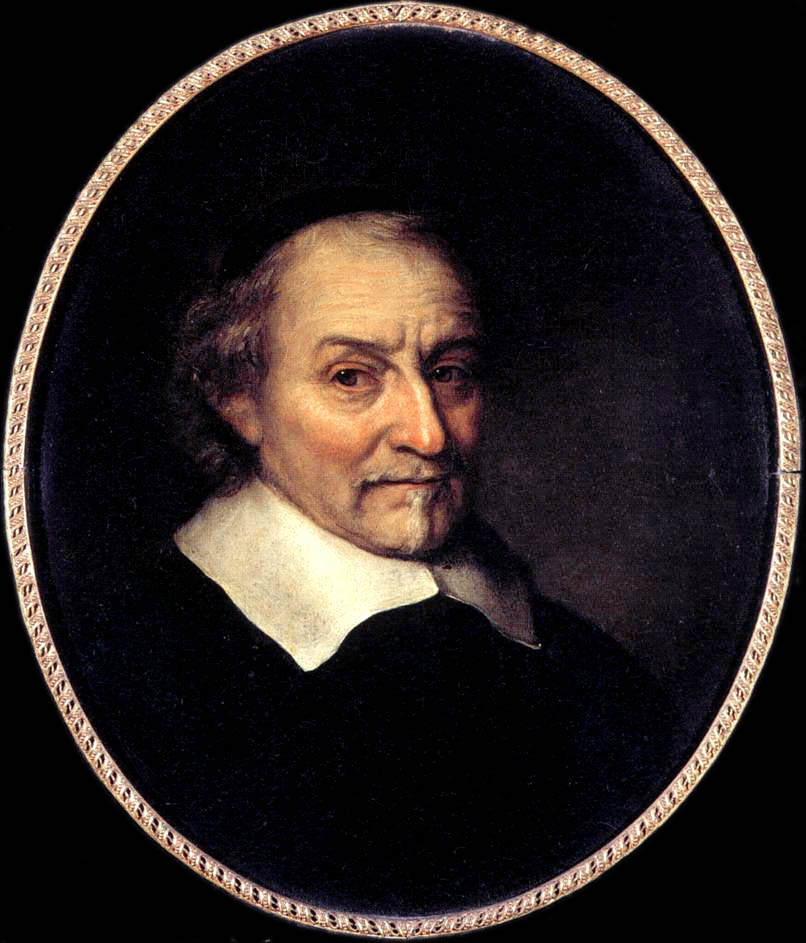
Joost van den Vondel, wellicht de bekendste Brabander die naar de Republiek vluchtte en daar later beroemd werd.

De immigranten hebben bijgedragen aan de Nederlandse cultuur en economie, wat zou resulteren in de Gouden Eeuw. Onder anderen de cartograaf Jodocus Hondius, de dichter Joost van den Vondel, de kunstschilders Frans Hals en Roelant Savery, de ingenieur en wiskundige Simon Stevin, de drukker Lodewijk Elsevier waren immigranten of kinderen daarvan.
Amsterdam, dat in de 15e eeuw gegroeid was tot de belangrijkste handelsstad van Holland, groeide met de inwijking van Antwerpse kooplieden en Portugese Joden uit tot een economisch en financieel zwaargewicht. De Oostindische Compagnie, waaraan de republiek haar welvaart dankte, was een Zuid-Nederlands initiatief. De West-Indische Compagnie, die zich vooral toelegde op de exploitatie van de koloniën in Zuid- en Noord-Amerika, was het geesteskind van de Antwerpenaar Willem Usselincx en van Johan van der Veecken uit Mechelen. Van der Veecken was met zijn fortuin van zeshonderdduizend gulden de rijkste koopman van Rotterdam. Minstens even belangrijk was de inbreng van de naamloze arbeiders die onder meer de kwijnende lakennijverheid in Leiden nieuw leven inbliezen. Rond 1650 was Leiden de grootste textielproducent ter wereld.

### Engeland
In Londen kregen de vluchtelingen door een koninklijk charter van koning Eduard VI de Nederduytsche ghemeynte te Londen' de beschikking over de nog steeds bestaande kerk Austin Friars, momenteel in gebruik voor Nederlands- en Afrikaanssprekenden. De immigranten werden van harte toegelaten omdat zij technisch onderlegd waren in de voor die tijd zeer moderne textielsoorten zoals draperie, sajet, baai en saai. Zij werden strangers genoemd en overtroffen in heel wat steden soms in aantal de autochtone bevolking.
De steden met de meeste immigranten waren Sandwich, Norwich, Canterbury en Ipswich. Sandwich ligt even buiten Ramsgate met "The dutch house". Vlak bij Ipswich ligt het dorpje Lavenham waar "The Flemish weavershouses" een bezienswaardigheid zijn. In Norwich had de ingeweken calvinistische gemeente een eigen college, dat "de Politycke Mannen" werd genoemd. Dit college regelde de "gemeyne zaecken der Duytsche Kercke". Dit college was samengesteld uit 8 Vlamingen en 4 Walen. Die Walen waren afkomstig uit Waals-Vlaanderen, Graafschap Artesië en Henegouwen. De Engelsen noemden dit college "the eight and four".
Lang duurde deze euforie echter niet. Afgunst over de welstand van de immigranten nam de overhand en er werden pamfletten aan de kerkdeuren van de Vlaamse gemeentes gehangen met als tekst: "2336 prentices and journeymen" stonden klaar om "Flemings and strangers" af te maken.

### Duitsland
De meeste vluchtelingen die in de Duitse gebieden aankwamen, waren Henegouwers, Vlamingen en Brabanders, voornamelijk Antwerpse kooplieden. Antwerpenaar Laurens van Steenwinkel liet in Emden zelfs een getrouwe kopie van het stadhuis van Antwerpen bouwen. Mercator vestigde zich in Duisburg. Keulen werd de toevlucht van Jacob Van Wesenbeke evenals van Jan Rubens, vader van Peter Paul Rubens. Joost van den Vondel werd in Keulen geboren uit Antwerpse ouders.
Na de val van Antwerpen verplaatste het beurs- en handelsverkeer zich grotendeels naar Amsterdam en vooral naar Frankfurt am Main. De belangrijkste kooplieden uit Antwerpen met calvinistische of lutheraanse overtuiging vestigden zich in Frankfurt. Die stad was al voor aankomst van de Zuid-Nederlanders een belangrijke geld- en beursplaats. De stichting van de wisselbeurs in 1585, op initiatief van Duitse en Italiaanse handelaars en met medewerking van Zuid-Nederlandse immigranten, versterkte de betekenis van Frankfurt als internationaal financieel centrum nog. Van de 110 grootste belastingbetalers in Frankfurt eind 16e eeuw kwamen er 76 uit de Zuidelijke Nederlanden. Tijdens de meer dan vijftig jaar durende immigratie van Zuid-Nederlanders wisselde de verhouding tussen stadsbestuur en immigranten van tijd tot tijd. Lutheranen werden snel in de gemeenschap opgenomen. Ten opzichte van calvinisten en wederdopers wisselde het beleid van actieve werving en verdraagzaamheid tot inperking van de godsdienstvrijheid en soms een verbod. Als de instroom van hulpbehoevende vluchtelingen in Frankfurt te groot werd geacht, nam de stedelijke overheid maatregelen; alleen vreemdelingen met een vermogen mochten officieel een beroep uitoefenen. Ook ten tijde van beperkingen bleven de belangrijkste andersgelovige kooplieden in de stad, omdat voor hun Frankfurt een belangrijke afzetmarkt bleef.
In de 16e eeuw was Duitsland een lappendeken van vorstendommen en staatjes met verschillende godsdiensten. De steden waarnaar in eerste instantie gevlucht werd waren Luthers van confessie wat moeilijkheden gaf met de vluchtelingen van calvinistische en wederdoop-overtuiging. Toen de Zuid-Nederlanders aangeboden werd zich in het plaatsje Altona te vestigen, namen sommige dit aanbod aan. Op die plek bevindt zich nu de Reeperbahn. In 1561 eiste de lutherse geestelijkheid in Frankfurt van het stadsbestuur dat de calvinistische vreemdelingen zich aan de Lutherse confessie zouden onderwerpen of anders de stad zouden verlaten. Na onderhandelingen met keurvorst Frederik III van de Palts, zelf calvinist, kregen zij toestemming om zich te vestigen in de verlaten abdij van Vrankendale.
Naarmate het verzet tegen vreemdelingen toenam, vertrok een gedeelte van de vluchtelingen naar Vrankendale, waar een calvinistische gemeente werd opgericht. Frankenthal werd zo groot dat er een kanaal naar de Rijn moest worden aangelegd. De bevolking bestond uit lakenmakers, zijde- en vooral tapijtwevers. Er werd zelfs een eigen schildersschool opgericht. Tijdens de Negenjarige oorlog werd Vrankendale in 1689 verwoest door troepen van Lodewijk XIV van Frankrijk.